# Сарывелли, Осман
Осман Сарывелли (азерб. Osman Sarıvəlli, настоящее Осман Курбанов азерб. Osman Abdulla oğlu Qurbanov; 1905, Икинджи Шихлы — 3 июля 1990, Баку) — народный поэт Азербайджана.

## Биография
Осман Абдулла оглы Курбанов родился в 1905 году в селе Икинджи Шихлы Казахского уезда (ныне Газахский район Азербайджана). В 1926 году окончил учительскую семинарию в Казахе,  в 1932 году — филологический факультет МГУ.
Участник Великой Отечественной войны 1941-45 годов.
С юношеских лет Сарывелли испытал на себе тяготы жизни: батрачил, пас овец. Тяжелые и безрадостные подростковые годы поэта нашли художественное воплощение в стихотворениях «Фиалка», «Моя биография», «Рассказы старца», «Свет».
Жена Саялы Саади кызы, 1913 года рождения.

## Литературное наследие
Сарывелли в своей поэтической практике опирался на ашугскую поэзию. Искусно используя её богатейший опыт, он создавал песни, в которых звучали думы и чаяния его современников. В стихотворениях «Гора Авей», «Моим землякам», «Богатырь», «Наследник» и других Сарывелли воспевал любовь, добро и труд. Тяготы и лишения человечества во время второй мировой войны в 1939-45 годах поэт отразил в своих стихах «Первый день войны», «Брат по крови», «Все это будет жить», «Поздравляю» и в других творениях, которые можно причислить к лучшим образцам азербайджанской поэзии. Саривелли написал прекрасный цикл стихов о Южном Азербайджане — «Караван верблюдов», «Нищий в панаме», «Первые уроки», «Последний снег».
В послевоенные годы раскрылась еще одна грань творческого дарования Сарывелли. Он выступал на страницах газет и журналов с сатирическими стихами. Сарывелли автор многочисленных литературоведческих работ, он известен и как прекрасный переводчик, благодаря которому зазвучали на азербайджанском языке строки «Антигоны» Софокла, стихи М. Джалиля, Александра Пушкина, Константина Симонова и других поэтов. Произведения Сарывелли переведены на многие иностранные языки.
Умер в 1990 году в Баку. Похоронен на родине в селе в Газахском районе, где его именем названа школа.

## Награды и премии
- Орден Октябрьской Революции (06.11.1985)
- Орден Трудового Красного Знамени (09.06.1959)
- Орден Дружбы народов (11.11.1975)[4]
- Орден «Знак Почёта» (30.12.1963)
- Медаль «За трудовое отличие»
- Премия Ленинского комсомола
- другие медали